# M̭
Cette page contient des caractères spéciaux ou non latins. S’ils s’affichent mal (▯, ?, etc.), consultez la page d’aide Unicode.
M̭ (minuscule : m̭), appelée M accent circonflexe souscrit, est un graphème utilisé dans l’orthographe juǀ’hoansi de 1975 comme lettre à part entière. Il s’agit de la lettre M diacritée d’un accent circonflexe souscrit.

## Utilisation
Dans l’orthographe du juǀ’hoansi de 1975, ‹ m̭ › est utilisé pour représenter la consonne /m̰/.

## Représentations informatiques
Le M accent circonflexe souscrit peut être représenté avec les caractères Unicode suivants :
- décomposé (latin de base, diacritiques)[1],[2] :

| formes    | représentations | chaînes de caractères | points de code | descriptions                                                      |
| --------- | --------------- | --------------------- | -------------- | ----------------------------------------------------------------- |
| majuscule | M̭               | M◌̭                    | U+004D U+032D  | lettre majuscule latine m diacritique accent circonflexe souscrit |
| minuscule | m̭               | m◌̭                    | U+006D U+032D  | lettre minuscule latine m diacritique accent circonflexe souscrit |